# Filip Bundgaard
Filip Bundgaard, né le 3 juillet 2004 à Randers au Danemark, est un footballeur danois qui évolue au poste d'attaquant au Brøndby IF.

## Biographie

### En club
Né à Randers au Danemark, Filip Bundgaard est formé par le club de sa ville natale, le Randers FC. Le 3 juillet 2019, jour de ses 15 ans, il signe un contrat jeune et est promu dans l'équipe U17 du club. Il joue son premier match en professionnel le 5 juillet 2020, lors d'une rencontre de championnat face au Hobro IK. Il entre en jeu à la place de Alhaji Kamara et son équipe s'impose par trois buts à deux.
Bundgaard inscrit son premier but en professionnel le 10 novembre 2020, lors d'une rencontre de coupe du Danemark contre le Aarhus Fremad. Entré en jeu à la place de Marvin Egho, il participe à la victoire des siens par trois buts à un.
Considéré comme l'un des meilleurs talents du Randers FC, il intéresse plusieurs clubs étrangers après avoir réussi à se faire une place en équipe première. Le Borussia Mönchengladbach s'intéresse notamment à lui lors de l'été 2021, le joueur visitant d'ailleurs les installations du club allemand mais Bundgaard continue finalement sa progression au Randers FC.
Le 1er février 2024, durant le mercato hivernal, Filip Bundgaard rejoint le Brøndby IF. Il signe un contrat courant jusqu'en juin 2028. Il devient à cette occasion la vente la plus élevée du Randers FC,.
Bundgaard marque son premier but avec le Brøndby IF le 20 mai 2024, lors d'une rencontre de championnat face au Silkeborg IF. Titulaire, il participe à la victoire de son équipe par deux buts à zéro.

### En sélection
Filip Bundgaard représente l'équipe du Danemark des moins de 18 ans. Il marque notamment un but contre l'Angleterre le 28 mars 2022 (3-3 score final).
Filip Bundgaard joue son premier match avec l'équipe du Danemark espoirs le 17 octobre 2023 contre la Tchéquie. Il entre en jeu et les deux équipes se neutralisent (0-0 score final).

## Vie privée
Filip Bundgaard est le jeune frère d'Oliver Bundgaard, lui aussi footballeur professionnel formé au Randers FC.